# Lev Sargsyan
Lev Sargsyan (12 ottobre 1996) è un tuffatore armeno.

## Biografia
Ha rappresentato la nazionale armena tre edizioni consecutive dei campionati mondiali di nuoto: Barcellona 2013, Kazan' 2015 e Budapest 2017.
Ai mondiali di Barcellona ha gareggiato nel concorso dei tuffi dalla piattaforma 10 metri ed è stato eliminato nel turno preliminare con il ventiquattresimo posto in classifica. 
Due anni più tardi, a Kazan' sempre nella piattaforma 10 metri ha ottenuto il ventinovesimo piazzamento.
A Budapest 2017 ha partecipato, in coppia con Vladimir Harutyunyan, al concorso dei tuffi dalla piattaforma 10 metri sincro concludendo al nono posto in classifica.
Agli europei di tuffi di Kiev 2017 è arrivato sedicesimo nella piattaforma 10 metri.
Ai campionati europei di nuoto di Glasgow 2018, in coppia con Vladimir Harutyunyan, ha vinto la medaglia di bronzo nella piattaforma 10 metri sincro, terminando la gara alle spalle della coppia russa (Oleksandr Bondar e Viktor Minibaev) e di quella britannica (Matthew Dixon e Noah Williams).

## Palmarès
- Europei

Glasgow 2018: bronzo nel sincro 10 m.